# Ibrahima Koné (labdarúgó, 1969)
Ibrahima Koné (Adjamé, 1969. július 26. –) elefántcsontparti válogatott labdarúgó.

## Fordítás
- Ez a szócikk részben vagy egészben  az   Ibrahima Koné című angol Wikipédia-szócikk fordításán alapul.  Az eredeti cikk szerkesztőit annak laptörténete sorolja fel. Ez a jelzés csupán a megfogalmazás eredetét és a szerzői jogokat jelzi, nem szolgál a cikkben szereplő információk forrásmegjelöléseként.